# LM35
El LM35 es un sensor de temperatura con una precisión calibrada de 1 °C. Su rango de medición abarca desde -55 °C hasta 150 °C. La salida es lineal y cada grado Celsius equivale a 10 mV, por lo tanto:
150 °C = 1500 mV
-55 °C = -550 mV
Opera de 4v a 30v.

## Características
Sus características más relevantes son:
- Está calibrado directamente en grados Celsius.

- La tensión de salida es proporcional a la temperatura.
- Tiene una precisión garantizada de 0.5 °C a 25 °C.
- Baja impedancia de salida.
- Baja corriente de alimentación (60 μA).
- Bajo costo.

### Lo más relevante
El LM35 no requiere de circuitos adicionales para calibrarlo externamente. La baja impedancia de salida, su salida lineal y su precisa calibración hace posible que este integrado sea instalado fácilmente en un circuito de control. Debido a su baja corriente de alimentación se produce un efecto de auto calentamiento muy reducido. Se encuentra en diferentes tipos de encapsulado, el más común es el TO-92, utilizado por transistores de baja potencia.